# 温琴扎·彼得里利
温琴扎·彼得里利（義大利語：Vincenza Petrilli，1990年8月28日—），意大利女子射箭运动员。她曾代表意大利参加2020年夏季残疾人奥林匹克运动会射箭比赛，获得女子个人公开级反曲弓银牌。